# 汪洁民
汪潔民（1965年7月30日—），台湾的電視評論員，兼職有價證券分析評論與教育訓練者。現為玉京投資執行長。自2011年加入台湾政论节目以其財經背景对政治和时事发表评论，於2015年起擔任政論節目壹起來翻轉主持人。教育課程包括資本市場定價，投資趨勢掌握，股市操作心法，及國際經濟數據分析解讀。

## 爭議
汪潔民在民視台灣最前線節目當中評論長榮航空罷工事件中，對「禁搭便車」條款的解釋引起爭議。汪潔民對「禁搭便車條款」的解釋是：「基本上就是福利一些，外派到某些地方，可能沒有正常的飛機回航，或者有其他因素，想要先回來的時候，那麼航空公司給予這樣的福利，我其實不知道，為什麼工會不准有這個搭便車條款」。被網友戲稱為異於常人的見解，並要其多了解何謂禁止搭便車條款。

## 主持作品

### 電視節目
- 壹电视《壹起來翻轉》(已停播)

### 廣播節目
- 寶島聯播網《新聞放輕鬆》
- 寶島聯播網《財富汪得佛》
- 臺北電臺931《汪潔民聊新聞》
- 綠色和平廣播電台《綠色論壇》

## 参与节目
- 壹电视《繞著地球跑》
- 壹电视《正晶限时批》

## 外部連結
- 汪潔民 - 财团法人创新智库暨企业大学基金会 （页面存档备份，存于）
- 汪潔民 財富汪得佛的Facebook專頁
- 汪潔民的Facebook專頁
- YouTube上的財富汪得佛頻道
- YouTube上的新聞放輕鬆直播播放列表寶島聯播網
- YouTube上的新聞放輕鬆-來賓專訪播放列表寶島聯播網